# Ajax Systems
Ajax Systems — международная технологическая компания, главный офис и производственные мощности которой расположены в Киеве. Компания разрабатывает беспроводные и проводные системы безопасности и имеет собственное производство полного цикла. Основана в 2011 году в Киеве Александром Конотопским.
Основной продукт — профессиональная беспроводная система безопасности Ajax. По состоянию на 2020 год система состоит из 36 устройств для защиты от ограбления, пожара и затопления, а также устройств для управления электропитанием. Датчики и устройства работают от 2 до 7 лет от комплектных батарей.
Для связи устройства системы используют разработанный компанией проприетарный двусторонний радиопротокол Jeweller. Он имеет дальность действия до 2000 метров и передает тревоги за 0,15 секунды. Для отправки фото при тревоге используется двусторонний радиопротокол Wings. Его дальность связи — до 1700 метров без препятствий. Первый снимок передаётся пользователям и охранной компании за 9 секунд.
Продукция компании продается более чем в 120 странах мира.
2015 году компания получила 1 млн $ инвестиций от венчурного фонда SMRK, а 2019 — 10 млн $ от Horizon Capital.

## История компании

### Предыстория (2008—2011)
В 2008 году Александр Конотопский и Евгений Гуменюк основали компанию, которая занималась импортом на Украину охранных сигнализаций и систем видеонаблюдения из Китая.

### Основание и развитие (2011—2014)
Компания Ajax Systems была основана в 2011 году со стартовым капиталом $50 тыс. Первыми продуктами стали датчики Ajax для обнаружения движения WS-301, открытия дверей и окон WS-401, разбития стекла WS-601, движения и разбития стекла WS-302GB, дыма WS-501, брелок WS-101, беспроводная клавиатура WS-102 и уличная светозвуковая сирена WS-201. Для связи с охранными компаниями эти беспроводные устройства использовали программируемый приемник Ajax RR-104.
Для связи с датчиками приемник использовал разработанный компанией односторонний протокол Conquiztador с дальностью работы до 500 метров (охранные системы других производителей в среднем работали на расстоянии до 150 метров). Устройства Ajax работали 3–5 лет от батарей и стоили на 30% меньше, чем самые дешевые польские аналоги.

### После 2015 года
В 2015 году было запущено производство охранных устройств второго поколения: датчика движения MotionProtect, датчика открытия дверей DoorProtect, датчика разбития стекла GlassProtect и брелока с тревожной кнопкой для управления системой SpaceControl.
Новая линейка товаров была технически усовершенствована, оснащена улучшенным ПО. Был разработан современный дизайн корпусов из белого и черного пластика. Благодаря новому двустороннему радиопротоколу Jeweller, дальность связи системы выросла до 2000 метров, автономность датчиков увеличилась до 5–7 лет, а минимальный период опроса устройств централью составил 12 секунд.
В 2015 году украинский фонд SMRK инвестировал в Ajax $1 млн венчурных инвестиций в обмен на долю компании.
В 2016 году компания добавляет новые устройства, предлагая комплексную систему безопасности для самостоятельного мониторинга с возможностью подключиться к пульту охранной компании.
Были представлены централь Hub, облачный сервер Ajax Cloud и приложения Ajax Security System для смартфонов на iOS и Android. Были разработаны новые датчики: комбинированный датчик движения и разбития стекла CombiProtect, инфракрасный датчик движения с дополнительным микроволновым сенсором MotionProtect Plus, противопожарный датчик FireProtect, реагирующий на дым и повышение температуры, датчик протечки LeaksProtect, уличная сирена StreetSiren и силовое реле управления питанием WallSwitch.
В 2017 году создана новая операционная система реального времени (RTOS) для хаба — OS Malevich, а также датчик открытия дверей с сенсором наклона и удара DoorProtect Plus, противопожарный датчик с сенсором угарного газа FireProtect Plus, комнатная сирена HomeSiren и сенсорная клавиатура KeyPad. Благодаря поддержке протокола RTSP появилась возможность подключать к системе безопасности камеры видеонаблюдения. Также был разработан Transmitter — модуль интеграции датчиков сторонних производителей (например, уличных датчиков) в систему Ajax.
В 2018 году OS Malevich была обновлена, благодаря чему появилась возможность создавать группы охраны и персональные коды клавиатуры; вышла новая модель интеллектуальной централи Hub Plus с четырьмя каналами связи (Ethernet, Wi-Fi, две SIM-карты), а также уличный датчик движения MotionProtect Outdoor с цифровым методом противодействия ложным срабатываниям LISA. Кроме силового реле, было создано слаботочное реле Relay с сухим контактом для дистанционного управления техникой (например, электроклапанами и электрозамками).
Для ПК создали приложение Ajax PRO Desktop, поэтому с конца 2018 года крупные охранные и сервисные компании могут получить доступ к API для интеграции технологий Ajax в свои экосистемы.
В 2019 году были выпущены новые устройства: Button, ReX, Hub 2 и MotionCam. Компания запустила 6 конвейерных линий, роботизировав большинство процессов производства. Это позволило увеличить ежемесячный выпуск до 250.000 устройств.
В 2020 году компания выпустила такие устройства:
- PSU — альтернативные платы блоков питания для хабов и ретрансляторов ReX на 12 и 6 вольт. С PSU хабы и ретрансляторы можно подключать к портативным батареям, автомобильным аккумуляторам, а также бортовым сетям яхт и домов на колёсах.
- StreetSiren DoubleDeck — беспроводная уличная сирена с креплением для брендированной лицевой панели Brandplate, которая рекламирует услуги охраны или монтажа систем безопасности.
- Hub 2 Plus — централь со встроенной поддержкой LTE, Wi-Fi и фотоверификацией тревог. Хаб поддерживает 200 устройств, 100 видеорегистраторов или камер, 200 пользователей и 60 сценариев автоматизации.
- MultiTransmitter — модуль интеграции проводных датчиков и устройств с 18 зонами.
- DoubleButton — беспроводное устройство для вызова помощи в экстренных ситуациях.
- Держатель Holder для DoubleButton и Button.

Также в 2021 году компания Ajax Systems выпустила 911 (пультовое программное обеспечение для мониторинга десятков тысяч систем безопасности), а также два обновления операционной системы OS Malevich. Благодаря последнему обновлению OS Malevich система безопасности Ajax стала соответствовать PD 6662:2017 — комплексному документу, который применяет европейские охранные стандарты на территории Великобритании.

## Разработка и производство
На 2021 год компания имеет 2 завода в Киеве и 3 RnD офиса: в Киеве, Харькове и Виннице.
Компания самостоятельно разрабатывает дизайн, аппаратное и программное обеспечение для охранных устройств. В зависимости от сложности, разработка нового устройства может длиться от 6 месяцев до 2,5 лет.
У компании Ajax Systems производство полного цикла: автоматизированная сборка плат (SMD-линии), конвейерная сборка устройств, автоматизированная прошивка ПО и упаковка. Для тестирования продукции используются тестировочные стенды и собственное ПО.
В 2018 году компания производила 108 тыс. устройств в месяц, на производстве были задействованы 250 человек.
По состоянию на 2021 год, компания производит 450 тыс. устройств в месяц и насчитывает 1500 сотрудников по всему миру, половина из которых заняты на производстве.

## Принцип работы системы
Хаб является руководящим устройством системы — централью. Он работает от электросети и оснащен резервным аккумулятором — это обеспечивает до 16 часов автономной работы.
К хабу по радиопротоколу Jeweller можно подсоединить до 200 любых устройств Ajax: охранные, противопожарные датчики и датчики затопления, сирены, модули интеграции, клавиатуры и брелоки, устройства управления электропитанием. Устройства могут размещаться на расстоянии до 2000 метров от хаба и работать от 2 до 7 лет от комплектных батарей. К системе можно подключить до 100 камер видеонаблюдения или видеорегистраторов с любым количеством видеопотоков.
После получения сигнала тревоги от датчика хаб включает сирены и мгновенно оповещает пользователей и охранную компанию. Кроме того, хаб реагирует на отключение питания, попытки глушения радиоэфира, демонтаж или потерю связи с устройством. Датчики MotionCam и MotionCam Outdoor дополнительно присылают серию фото при тревоге, чтобы пользователи и охранная компания могли увидеть её причину.
Хаб использует несколько независимых каналов связи:
- Hub — Ethernet и SIM-карта (2G),
- Hub Plus — Wi-Fi, Ethernet, 2 SIM-карты (2G/3G),
- Hub 2 — Ethernet и 2 SIM-карты (2G)
- Hub 2 Plus — Wi-Fi, Ethernet, 2 SIM-карты (2G/3G/LTE).

Хаб постоянно поддерживает связь с облачным сервисом компании. Благодаря этому системой можно управлять удаленно через приложения для смартфона и ПК. Система также может поднять тревогу при потере связи с облачным сервисом.
Пользователь может узнать об опасности благодаря пуш-уведомлениям в приложениях Ajax, а также SMS и звонкам от хаба. Тревоги и события передаются на пульт охранной компании с помощью проприетарных протоколов, а также по протоколам Contact ID или SIA — непосредственно от хаба через прямое подключение или через облачный сервер Ajax Cloud (резервный канал связи).
Системой можно управлять через мобильное приложение Ajax Security System для iOS и Android. Оно позволяет подключать к системе устройства путем считывания QR-кода, создавать группы охраны, добавлять пользователей и управлять их правами, просматривать историю событий, управлять режимами охраны.
Для инженеров монтажа, сервисных компаний и работников пультов охранных компаний создано мобильное приложение Ajax PRO для iOS и Android, которое имеет те же возможности, а также адаптированный для администрирования многих систем безопасности интерфейс. Программа для ПК Ajax PRO Desktop, которая имеет функцию мониторинга тревог и событий, является альтернативой пультам централизованного наблюдения (ПЦН) для охранных компаний. Приложение также может использоваться для настройки системы. Ajax PRO Desktop доступен для macOS и Windows.
Устройства компании сертифицированы согласно стандартам EN 50131 и EN 14604. Также системе Ajax была присуждена Grade 2 — высшая степень надежности для беспроводных охранных систем.

## Технологии
- Jeweller —  технология двусторонней радиосвязи, которая работает на частотах 868,0–868,6 МГц (в зависимости от региона) с дальностью связи до 2000 метров[32]. Она имеет автоматическую регулировку мощности сигнала (до 25 мВт) и использует метод временного разделения канала связи TDMA (пинги устройств 12–300 секунд в зависимости от настроек). Технология предусматривает адресность устройств и блочное шифрование информации с динамическим ключом. На доставку тревоги требуется не более 0,15 секунды[33].
- Wings — двусторонний радиопротокол, который был разработан для передачи на хаб фото с датчиков MotionCam и MotionCam Outdoor на расстоянии до 1700 метров. Wings доставляет фотографии даже при нестабильном уровне сигнале и перебоях в связи, благодаря встроенным алгоритмам проверки и дозагрузки пакетов. Оператор охранной компании и все пользователи видят первый снимок с места события уже через 9 секунд после тревоги[34].
- OS Malevich —  операционная система реального времени (RTOS), под руководством которой работают централи Hub, Hub Plus, Hub 2, Hub 2 Plus и ретранслятор радиосигнала ReX. Имеет аналогичный Linux механизм распределения процессорного времени и модульность, поддерживает связь с облачным сервером по нескольким каналам, управляет системой из 200 устройств, способна одновременно передавать тревожные сообщения через IP-каналы, звонить и отправлять SMS, поддерживает устройства автоматизации и сценарии. Имеет системы противодействия программным сбоям и кибератакам, неуязвима к вирусам. Обновляется автоматически, по воздуху (OTA)[35].
- SmartDetect — алгоритм обработки сигнала инфракрасного сенсора для распознавания опасностей, который используется инфракрасными датчиками движения MotionProtect Outdoor, MotionCam, MotionCam Outdoor, DualCurtain Outdoor, MotionProtect, MotionProtect Plus и CombiProtect. Распознает людей и игнорирует животных и ложные тревоги[36].
- LISA —  двухэтапный алгоритм предотвращения ложных тревог уличных датчиков движения MotionProtect Outdoor и MotionCam Outdoor. Анализирует сигналы двух инфракрасных сенсоров, сравнивая сходство их форм. Если система не уверена, что срабатывание вызвано человеком, проводится спектральный анализ (сравнение частотных составляющих сигналов двух сенсоров)[37].
- ELSA — трёхэтапный программный алгоритм, который анализирует сигналы двух узконаправленных инфракрасных сенсоров оптической системы датчика DualCurtain Outdoor[38]. Точный анализ обеспечивает мгновенную реакцию на людей, фильтруя природные помехи и срабатывания на животных, и делает вывод — поднимать тревогу или нет[39].
- HazeFlow — алгоритм распознавания пожара по дыму, предельной температуре или резкому росту температуры. Система объединяет все пожарные датчики, которые синхронно сигнализируют об опасности с помощью встроенных сирен, уведомлений в приложениях, через SMS и звонки.[40]
- Smart Bracket — крепление для установки датчиков, которое позволяет обойтись без разборки корпуса. Перфорированная часть на креплении активирует тампер в случае попытки демонтажа, что провоцирует тревогу[24].

## Устройства
- Hub 2 —  централь с поддержкой фотоверификации тревог, которая координирует работу всех устройств системы безопасности, поддерживает связь с облачным сервером и передает тревоги пользователям (с помощью пуш-уведомлений в приложении, SMS и звонков) и охранной компании (проприетарные протоколы, и протоколы Contact ID и SIA). Если в здании будет отключено электричество, централь сможет работать до 16 часов от резервного аккумулятора. Подключается к интернету через Ethernet и 2G (2 слота для SIM-карт)[41][42].
- DualCurtain Outdoor — беспроводной уличный двунаправленный датчик движения типа штора[38]. Зона детектирования датчика DualCurtain Outdoor достигает 30 метров, что позволяет эффективно защищать окна, двери, арки, заборы и витрины. Работает на расстоянии до 1700 м от централи или ретрсналятора радиосигнала. Срок работы от батарей — до 4 лет[39].
- Button — беспроводная «тревожная» кнопка. Работает в двух режимах: «тревога» (вызов охраны) и «управление» (кнопка настраивается под нужный сценарий: открытие/закрытие электрозамков, роллет, ворот, управление освещением и отоплением и т. д.). Работает на расстоянии до 1300 метров от централи. Срок работы от батареи — до 5 лет[43].
- ReX — ретранслятор радиосигнала, который увеличивает дальность действия всех устройств системы безопасности. ReX управляет подключенными к нему устройствами и позволяет разместить их на существенном расстоянии от хаба: в многоэтажном офисе, в отдельно расположенных зданиях или на большом производстве. Можно использовать до 5 таких устройств в системе (зависит от модели хаба)[44].
- MotionCam — датчик движения с фотокамерой для верификации тревог. Отправляет серию фотографий с места происшествия, давая возможность понять, что стало причиной тревоги[45]. Имеет инфракрасную подсветку для съемки в темноте, может работать до 4 лет от батареи на расстоянии до 1700 метров от хаба. Передает первое фото менее чем за 9 секунд, а тревоги — за 0,15 секунды. Для работы MotionCam нужна централь Hub 2 или Hub 2 Plus[46].

## Награды
За время работы компания получила ряд наград, в том числе в профессиональных конкурсах:
- апрель 2017 года — Ajax Hub получил награды «Лучший дебют» и Лучший инновационный продукт» на выставке техсредств и оборудования для безопасности и противопожарной защиты MIPS Securika[47]
- ноябрь 2017 года — «Охранная сигнализация года», выставка IFSEC International[48][49]
- сентябрь 2018 года — финалист на конкурсе выставки средств безопасности Intersec[50]
- октябрь 2018 года — второе место на Expoprotection Awards, категория «Безопасность и пожаротушение»[51]
- октябрь 2020 года — датчик MotionCam победил в номинации «Охранный продукт года» на ежегодной британской премии PSI Premier Awards 2020[52]
- 2021 год — № 3 среди 30 украинских стартапов по версии Forbes[53]